# Hongkong na Zimowych Igrzyskach Olimpijskich 2018
Hongkong na Zimowych Igrzyskach Olimpijskich 2018 – występ reprezentacji Hongkongu na igrzyskach olimpijskich w Pjongczangu w 2018 roku.
W kadrze znalazł się jedna zawodniczka – Arabella Ng, która wystąpiła w dwóch konkurencjach alpejskich – slalomie i slalomie gigancie. Pełniła również rolę chorążego reprezentacji podczas ceremonii otwarcia igrzysk. Podczas ceremonii zamknięcia w roli chorążego wystąpił wolontariusz z komitetu organizacyjnego igrzysk. Reprezentacja Hongkongu weszła na stadion jako 90. w kolejności podczas ceremonii otwarcia i jako 91. podczas ceremonii zamknięcia, w obu przypadkach jako przedostatnia. Podczas ceremonii otwarcia Hongkong wszedł na stadion pomiędzy ekipami z Węgier i zjednoczonej reprezentacji obu Korei, a podczas zamknięcia między reprezentacjami Węgier i Korei Południowej.
Był to 5. start reprezentacji Hongkongu na zimowych igrzyskach olimpijskich i 21. start olimpijski, wliczając w to letnie występy.

## Skład reprezentacji

### Narciarstwo alpejskie
| Konkurencja          | Zawodnik    | Przejazd 1 | Przejazd 1 | Przejazd 2 | Przejazd 2 | Czas łączny | Miejsce |
| Konkurencja          | Zawodnik    | Czas       | Miejsce    | Czas       | Miejsce    | Czas łączny | Miejsce |
| -------------------- | ----------- | ---------- | ---------- | ---------- | ---------- | ----------- | ------- |
| Slalom kobiet        | Arabella Ng | DNF        | DNF        | DNS        | DNS        | DNF         | DNF1    |
| Slalom gigant kobiet | Arabella Ng | 1:27,25    | 63.        | 1:23,29    | 55.        | 2:50,54     | 56.     |